# Zienia Merton
Zienia Merton (Birmania, 11 dicembre 1945 – 14 settembre 2018) è stata un'attrice inglese.

## Biografia
Figlia di madre birmana e di padre metà inglese e metà francese, è nata in Birmania ed è cresciuta fra Singapore, il Borneo, il Portogallo e l'Inghilterra. Il primo ruolo significativo nelle fiction di fantascienza fu quello di Ping-Cho nella storia del 1964 Marco Polo di Doctor Who. Altre sue apparizioni televisive hanno incluso Adam Strange (1968), Le sei mogli di Enrico VIII (1970), e Jason King (1971). Interpretò Christina nell'adattamento televisivo di Casanova realizzato da Dennis Potter con Frank Finlay, e nel 1972 è apparsa nel Benny Hill Show.

### Spazio 1999
Il ruolo che però l'ha resa più nota è quello di Sandra Benes in Spazio 1999, la serie di fantascienza prodotta da Gerry Anderson e Sylvia Anderson tra il 1973 e il 1976, con Martin Landau, Barbara Bain, Barry Morse e Catherine Schell. Nel 1999 Merton riprese questo ruolo nel cortometraggio Message from Moonbase Alpha, scritto da Johnny Byrne. Questo corto episodio creò molto stupore durante il suo debutto alla cerimonia di chiusura della convention Breakaway 1999. a Los Angeles, in California il 13 settembre 1999 - la stessa data dell'episodio di "Breakaway" quando la Luna viene espulsa dall'orbita della Terra per l'esplosione di scorie nucleari.

### Attività successive
In seguito alla partecipazione in Spazio 1999, Merton ha avuto altri ruoli in popolari serie televisive quali Return of the Saint (1979); Grange Hill, Bergerac (1983), Angels (1983), Tenko (1984), Dempsey and Makepeace (1985), Lovejoy (1986), Crime Traveller (1997), Doctors (2001), Dinotopia (2002), Casualty (dal 1986 al 2002), EastEnders (dal 1998 al 2003), The Bill (dal 1999 al 2005), Judge John Deed (2006), Coronation Street (2008) e Wire in the Blood (2008). Nel 2005 ha pubblicato la sua autobiografia, Anecdotes and Armadillos.
Subito prima del Natale 2008, Zienia Merton ha registrato un'apparizione come guest star in un episodio ("Samaritan") della nuova serie televisiva Law & Order: UK, un adattamento della più nota serie televisiva statunitense Law & Order - I due volti della giustizia. Nel maggio 2009, Merton è ritornata a Doctor Who, 45 anni dopo il suo esordio in "Marco Polo" partecipando, questa volta, ad un episodio speciale di The Sarah Jane Adventures. Sempre nel 2009, Zienia Merton ha partecipato a Praga, nella Repubblica Ceca, ad uno spot per Kia Motors. È morta il 14 settembre 2018 a causa di un cancro terminale diagnosticatole l'anno prima.